# Jacobo Bolbochán
Jacobo Bolbochán (26 Dezembro de 1906 – 29 de Julho de 1984) foi um enxadrista argentino. Jogou muitas vezes o Campeonato Argentino de Xadrez tendo vencido duas vezes (1931 e 1932), ambas a frente de Isaias Pleci. Em 1933, ficou em segundo, atrás de Luis Piazzini. Em 1935, novamente segundo colocado, atrás de Roberto Grau. Em 1936, terceiro colocado, atrás de Carlos Guimard e Grau e em sua última participação, um segundo lugar atrás de Guimard. Participou também de três Olimpíadas de Xadrez pela equipe argentina. Jacobo Bolbochán se tornou um Mestre Internacional (MI) em 1965 com 59 anos.